# Oxytropis stukovii
Oxytropis stukovii är en ärtväxtart som beskrevs av Ivan Vladimirovitj Palibin. Oxytropis stukovii ingår i släktet klovedlar, och familjen ärtväxter. Inga underarter finns listade i Catalogue of Life.